# 北海道まるごとラジオ
北海道まるごとラジオ（ほっかいどう・まるごと・ラジオ）は、日本放送協会（NHK）の北海道内向けに、原則として第1木曜日 17時05分から17時55分に生放送する情報番組である。2016年9月8日よりらじる★らじるにて（2018年4月12日からはradikoでも）全国に向けて放送する事に伴い、同年9月3日の『らじらー!サタデー』にて21時台とのコラボ企画を放送した。

## 2013年度の番組内容
2013年度は道内4つの放送局（NHK札幌放送局、NHK函館放送局、NHK旭川放送局、NHK帯広放送局）が週替わりで製作を担当して全道に向けて放送した。
- 第1週 「ココロウタ」（札幌発）

東日本大震災による津波や原発事故により現在も北海道に県外避難をしているリスナーに送るリクエスト音楽の番組。毎回北海道内で活躍する歌手や音楽家もメッセージゲストや生出演で登場する。2012年度は毎月最終金曜にFM放送で放送していたが、2013年度からラジオ第1放送に放送チャンネルを変更した。
パーソナリティー　NHK札幌のアナウンサー・契約キャスターが毎回1名持ち回り。
レギュラーゲスト（コメンテイター）　宍戸慈（ラジオパーソナリティー）
- 第2週 「どどんと道南」（函館発）

渡島総合振興局エリアにゆかりのある芸能・文化・著名人によるトークコーナーを中心に、「防サイくんがゆく」と題し、自然災害との向き合い方、防災への取り組みについてのレポートを送る。原則として函館放送局ロビーからの公開生放送だが、不定期で渡島管内からの出張放送を行う場合もある。
パーソナリティー　NHK函館のアナウンサー・契約キャスターが毎回若干名持ち回り。基本として男性アナウンサー（鈴木貴彦、村上真吾）どちらか1人+女性契約レポーターのうちから若干名の組み合わせ。
- 第3週 「道北♡LOVEラジオ」（旭川発）

上川総合振興局エリアで行われる季節のイベントや話題などの情報を伝えるほか、この地域にゆかりのある著名人をゲストに迎えたインタビューなどを送る。なおこれとは別に第1金曜12:30 - 12:55には同じ題名の番組をNHK旭川の放送管内向けにラジオ第1放送で放送している。
パーソナリティー　NHK旭川のアナウンサー・契約キャスターが毎回1-2名持ち回り。全道向けである場合は2人担当となる場合が多い。
- 第4週 「つながるラジオとかち」（帯広発）

十勝総合振興局にゆかりのある著名人・音楽家へのインタビューや、地元の地域サークル情報、研究機関の取り組みなどをレポートする。
パーソナリティー　南山吉弘+NHK帯広の契約キャスター（毎回1名）が持ち回り。
- 第5週が発生する月は上記のいずれかの放送局の中から、もう1週生放送、あるいはセレクション（過去の再放送）を行うか、第4週までに祝日や下記特別番組などのために本来の週に放送を見合わせた番組をスライドさせて放送することもある。

## 2014年度以降の番組内容
2014年4月からは基本的に札幌放送局のスタジオをキーステーションとして、道内出身やゆかりのある香山リカ、神田山陽、西村淳、森まゆみ、山田修市の5人が週替わりパーソナリティーを担当し、札幌局アナウンサーと契約女性キャスターもそれぞれ1名ずつ登場し（交代制）番組を進めていく。
前年度に引き続き、函館放送局制作の「どどんと道南」も放送する場合がある。

### 主なコーナー
週替わりコーナー
- 平野たまみ「街の魅力は人にあり」
- 香山リカ「ことば模様」
- 芝田山親方「どすこいスイーツ」
- 神田山陽「百迷山」→「うんちく問答」

レギュラー
- I LOVE JIMOTO
  - 道内のNHK各放送局を週替わりでつなぎ、局圏内の地域情報を各局の契約キャスターがレポートする。
- コミュニティーFMだより
  - 週替わりで道内のコミュニティーFM局を結んで、その局のパーソナリティーが地域情報をレポートする。
- 防サイくんがゆく
  - NHK北海道の防災・震災ポータルサイトキャラクター「防サイくん」を冠し、道内の防災関連の専門家に防災情報を聞く。

過去の企画
- 西村淳の「南極料理人の美味しいむだばなし」
- 森まゆみの「パンの時間」
- 山田修市の「カンゲキノート」
- キタラジ!イケボコンテスト（2015年10月8日 - 11月26日）
  - 輝け未来のイケボスター（2016年11月 - 2017年3月 キタラジイケボコンテスト後継のボイスコンテスト企画）

## 放送休止となる場合
1. 祝日
2. 大相撲の本場所（奇数月）と重なる日
3. 高校野球（3月 - 4月と8月の特定週）と重なる日
4. 国会中継が17時台にかかる場合（短縮放送となる場合もある）
5. その他特別編成を実施する場合